# سلمى بكار
سلمى بكار (15 ديسمبر 1945 -)، مخرجة تونسية.

## حياتها ونشأتها
تخرجت من المعهد الفرنسي للسينما وعملت في التلفزيون التونسي وكمخرجة مساعدة في العديد من الأفلام. في عام 1990 أصبحت أول منتجة تونسية عندما أسست شركة للإنتاج الخاص.

## مسيرتها
أنتجت عدة أفلام من بينها الزازووات لمحمد علي العقبي وعبور لمحمود بن محمود والسامة لناجية بن محمود ونغم الناعورة لعبد اللطيف بن عمار. كما أنتجت بكار للتلفزيون التونسي عدة مسلسلات.
ترشحت سلمى بكار في انتخابات المجلس الوطني التأسيسي التونسي (2011-2012) عن القطب الديمقراطي الحداثي وفازت بمقعد في المجلس يوم 23 أكتوبر 2011.

## أعمالها
- فاطمة 75 (1976)
- رقصة النار (1995)
- فرحة العمر (2003)
- خشخاش (2006)
- الجايدة (2017)
- النافورة (2024)[3]

## جوائز
في سنة 2006 تحصلت على جائزة السينما في اليوم الوطني للثقافة.

## روابط خارجية
- سلمى بكار على موقع IMDb (الإنجليزية)
- سلمى بكار على موقع قاعدة بيانات الأفلام العربية
- سلمى بكار على موقع قاعدة بيانات الفيلم (الإنجليزية)